# Walerian Sikorski

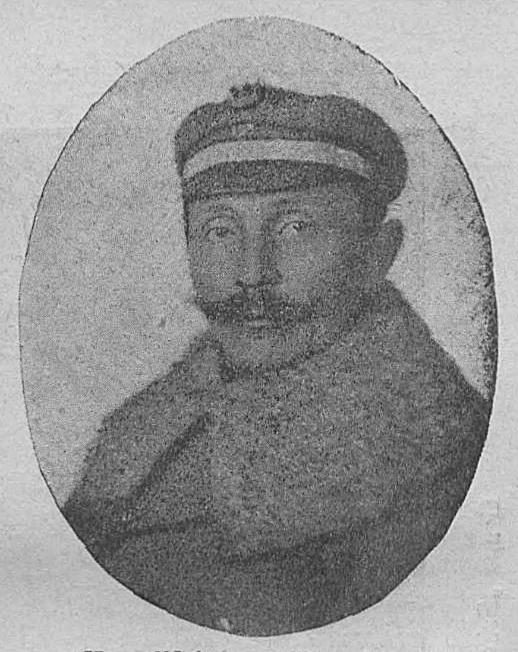
Walerian Sikorski

Walerian Sikorski (ur. 18 listopada 1876 w Nieznanowie, zm. wiosną 1940 w Charkowie) – podpułkownik piechoty Wojska Polskiego, działacz niepodległościowy, kawaler Orderu Virtuti Militari, nauczyciel wychowania fizycznego, wykładowca Uniwersytetu Poznańskiego, ofiara zbrodni katyńskiej.

## Życiorys
Urodził się 18 listopada 1876 w Nieznanowie, w ówczesnym powiecie kamioneckim Królestwa Galicji i Lodomerii, w rodzinie Leona, leśnika, i Teofili z Pierackich. W 1897 zdał egzamin dojrzałości w seminarium nauczycielskim we Lwowie. Odbył obowiązkową służbę wojskową w 2 tyrolskim pułku strzelców cesarskich w Trydencie i Rivie, w charakterze jednorocznego ochotnika. Po zakończeniu służby został mianowany kadetem rezerwy ze starszeństwem z 1 stycznia 1904 i przydzielony w rezerwie do 80 galicyjskiego pułku piechoty we Lwowie. W 1907 został przeniesiony z cesarskiej i królewskiej armii do cesarsko-królewskiej Obrony Krajowej i przydzielony w rezerwie do 35 pułku piechoty OK w Złoczowie. W 1908 został przemianowany z kadeta na chorążego rezerwy z tym samym starszeństwem z 1 stycznia 1904. Później został mianowany podporucznikiem.
Jako nauczyciel pracował w Brodach, następnie we Lwowie. Brał udział w kursach gimnastycznych Polskiego Towarzystwa Gimnastycznego „Sokół”. Pełnił funkcję prezesa gniazda PTG „Sokół” w Brodach. Od 1903 dysponował dyplomem nauczyciela gimnastyki i od tego czasu był nauczycielem w seminarium nauczycielskim we Lwowie. Został absolwentem kursu w wymiarze roku w instytucie gimnastycznym w Sztokholmie, a także 6-tygodniowego kursu gier dla nauczycieli w Naas. Na polskiej myśli pedagogicznej oparł zadania gimnastyki i metodę jej prowadzenia. Był członkiem Polskich Drużyn Strzeleckich i Związku Strzeleckiego.
W 1914 został zmobilizowany do 35 pp OK. W marcu 1915, po kapitulacji Twierdzy Przemyśl, dostał się do niewoli rosyjskiej, z której uciekł w kwietniu 1918. Powrócił do Lwowa i zgłosił się do oddziałów polskich, w których dosłużył się stopnia kapitana. Podczas obrony Lwowa w trakcie wojny polsko-ukraińskiej był komendantem Odcinka VII. Pełnił stanowisko kierownika kursów wychowania fizycznego we Lwowie, następnie w 1919 w Poznaniu i tam w 1920 był organizatorem zorganizował Centralnej Wojskowej Szkoły Gimnastyki i Sportów w Poznaniu, która działała od 10 marca 1921. Na przełomie 1919/1920 był naczelnikiem harcerstwa męskiego w Wielkopolsce. Od 1920 był naczelnym instruktorem i kierownikiem w zakresie przygotowania metodycznego przyszłych wychowawców fizycznych na Uniwersytet Poznański na stanowisko i współpracował tam z Eugeniuszem Piaseckim. Został awansowany do stopnia podpułkownika piechoty ze starszeństwem z dniem 1 czerwca 1919. Był przydzielony do 58 pułku piechoty w Poznaniu, w tym pułku jako oficer nadetatowy w 1923 pozostawał komendantem CWSGiS. W 1926 roku przeszedł do pracy w szkolnictwie po napisaniu prośby o przeniesienie z wojska w stan spoczynku. Jako emerytowany oficer w 1928 zamieszkiwał w Poznaniu. Od 1926 do 1929 był naczelnym wizytatorem wychowania fizycznego w Ministerstwie Wyznań Religijnych i Oświecenia Publicznego w Warszawie. W tym czasie równolegle prowadził Studium Wychowania Fizycznego UP. W 1929 roku został mianowany wizytatorem w Kuratorium Okręgu Szkolnego Poznańskiego. Był autorem publikacji pt. Gimnastyka, stanowiącej podręcznik metodyczny dla seminariów oraz kursów nauczycielskich. Łącznie napisał 21 dzieł o charakterze monograficznym, 60 artykułów, a także liczne recenzje. Wspólnie z Eugeniuszem Piaseckim stworzył Państwową Odznakę Sportową (nadawaną od 1931). Jako delegat i referent brał również udział w kongresach wychowania fizycznego w 1930 w Sztokholmie, w 1935 roku w Brukseli oraz w 1939 roku w Lingiadzie, gdzie wybrany został do Zarządu „Federation Internationale de Gymnastique Ling”.
W czasie agresji III Rzeszy na Polskę przebywał we Lwowie. Po agresji ZSRR na Polskę i kapitulacji Lwowa przed Armią Czerwoną aresztowany przez NKWD i przewieziony do obozu w Starobielsku. Wiosną 1940 został zamordowany przez funkcjonariuszy NKWD w Charkowie i pogrzebany w bezimiennej, zbiorowej mogile w Piatichatkach, gdzie od 17 czerwca 2000 mieści się oficjalnie Cmentarz Ofiar Totalitaryzmu w Charkowie. Figuruje na tzw. liście Gajdideja (poz. 3199).
Był żonaty z Amalią z domu Strak (1884–1958), z którą miał pięcioro dzieci: Zbigniewa (1907–1939), podporucznika artylerii rezerwy, Stanisława (1909–1997), Janinę (1911–1998), Jana (ur. 1914), który zginął w czasie okupacji niemieckiej i Irenę Zofię Jadwigę (1922–1944), która zginęła podczas powstania warszawskiego.
5 października 2007 roku minister obrony narodowej Aleksander Szczygło mianował go pośmiertnie na stopień pułkownika. Awans został ogłoszony 9 listopada 2007 roku w Warszawie, w trakcie uroczystości „Katyń Pamiętamy – Uczcijmy Pamięć Bohaterów”.

## Ordery i odznaczenia
- Krzyż Srebrny Orderu Wojskowego Virtuti Militari nr 5733 – 10 sierpnia 1922[26][27][28]
- Krzyż Niepodległości – 4 listopada 1933 „za pracę w dziele odzyskania niepodległości”[29][2][30]
- Krzyż Walecznych[28][31]
- Złoty Krzyż Zasługi po raz pierwszy – 13 kwietnia 1929 „za zasługi w dziedzinie wychowania fizycznego”[32],
- Złoty Krzyż Zasługi po raz drugi – 11 listopada 1937 „za zasługi na polu przysposobienia wojskowego i wychowania fizycznego”[33]
- Medal Pamiątkowy za Wojnę 1918–1921
- Medal Dziesięciolecia Odzyskanej Niepodległości
- Odznaka Pamiątkowa Dawnych Harcerzy Małopolskich (1937)[34]
- Krzyż Komandorski szwedzkiego Orderu Wazów[28]

## Publikacje
- System Linga w zarysie
- Gry i zabawy młodzieży szkolnej
- Gimnastyka
- Wychowanie fizyczne w szkole powszechnej